# Калакан (Россия)
Калакан — бывшее село (до 1950-х посёлок городского типа) Забайкальского края России.
Село располагалось на одноимённой реке и реке Витим, а также на границе Читинской области (ныне Забайкальского края) и Бурятской Автономной Советской Социалистической Республики (ныне республики Бурятией).

## История
Основано в (?)1933 году как посёлок городского типа (Усть)-Калакан. Тогда же (в 1930-х) был фактическим административным центром Витимско-Олëкминского национального округа (хотя был и юридический - село Усть-Муя). 26 Сентября 1937 года вместе с округом вошёл в Читинскую область. 21 Сентября 1938 года Витимско-Олëкминский округ был упразднён и полностью вошёл в состав Читинской области.